# Hallgrímur Pétursson
Hallgrímur Pétursson (Hólar, 1614 – Saurbær, 27 ottobre 1674) è stato un poeta e pastore luterano islandese.

## Biografia
Nato a Hólar, dove il padre faceva il campanaro e lo zio era vescovo, fu tra i più famosi poeti dell'isola. È talvolta chiamato il Paul Gerhardt islandese per i suoi contributi al patrimonio luterano di inni e cantici (noti in particolare i suoi Salmi della Passione). Fu anche uno dei pastori più prestigiosi all'epoca della cosiddetta "ortodossia luterana" (1580-1713) e a lui sono intitolate la Hallgrímskirkja di Reykjavík e quella omonima di Saurbær, nella penisola di Langanes.
Quando era ancora uno studente di teologia, Hallgrímur fu inviato in Danimarca per rieducare un gruppo di islandesi che erano stati rapiti dai turchi nel 1627 e poi affrancati. Conobbe così Guðríður Símonardóttir, da cui ebbe il figlio Eyjólfur nel 1637. Tornati in Islanda, i due scoprirono che la donna era diventata nel frattempo vedova, per cui si sposarono nel 1638. Ebbero poi altri due figli, Guðmundur e Steinunn, che morirono entrambi durante l'infanzia.